# Danh sách phim điện ảnh có doanh thu cao nhất tại Việt Nam theo năm
Dưới đây là các danh sách phim điện ảnh có doanh thu cao nhất tại Việt Nam được sắp xếp theo số lượng doanh thu trên toàn quốc theo mỗi năm bắt đầu từ năm 2015 theo số liệu từ Box Office Việt Nam, một đơn vị thống kê phòng vé độc lập.

## Thập niên 2010

### Năm 2015
| Thứ hạng | Phim                           | Đạo diễn                 | Diễn viên chính | Doanh thu (tỉ đồng) |
| -------- | ------------------------------ | ------------------------ | --- | ------------------- |
| 1        | Fast & Furious 7               | James Wan                | Vin Diesel, Paul Walker, Dwayne Johnson, Michelle Rodriguez, Tyrese Gibson, Ludacris, Jordana Brewster, Djimon Hounsou                               | 146                 |
| 2        | Avengers: Đế Chế Ultron        | Joss Whedon              | Robert Downey Jr., Chris Evans, Chris Hemsworth, Mark Ruffalo, Scarlett Johansson, Jeremy Renner, Samuel L. Jackson, Aaron Taylor-Johnson            | 115                 |
| 3        | Thế giới khủng long            | Colin Trevorrow          | Chris Pratt, Bryce Dallas Howard, Vincent D'Onofrio, Nick Robinson, Ty Simpkins, Omar Sy, B. D. Wong, Irrfan Khan                                    | 106                 |
| 4        | Em là bà nội của anh           | Phan Gia Nhật Linh       | Miu Lê, Ngô Kiến Huy, Minh Đức, Thanh Nam, Hứa Vĩ Văn, Hồng Ánh, Đức Khuê, Thu Trang                                                                 | 102                 |
| 5        | Minions                        | Pierre Coffin Kyle Balda | Pierre Coffin, Sandra Bullock, Jon Hamm, Michael Keaton, Allison Janney, Steve Coogan, Geoffrey Rush, Jennifer Saunders, Steve Carell                | 99                  |
| 6        | Tôi thấy hoa vàng trên cỏ xanh | Victor Vũ                | Thịnh Vinh, Trọng Khang, Lâm Thanh Mỹ, Lê Vinh, Trương Tử Liên, Nguyễn Anh Tú, Khánh Hiền                                                            | 78                  |
| 7        | Lật mặt                        | Lý Hải                   | Lý Hải, Trường Giang, Võ Thành Tâm, Kim Xuân | 70                  |
| 8        | 49 Ngày                        | Nhất Trung               | Trường Giang, Nhã Phương, La Thành, Kim Xuân | 67                  |
| 9        | Ma Dai                         | Đức Thịnh                | Đức Thịnh, Ngân Khánh, Thái Hòa, Hari Won, Kiều Oanh                                                                                                 | 60                  |
| 10       | Người Kiến                     | Peyton Reed              | Paul Rudd, Evangeline Lilly, Corey Stoll, Bobby Cannavale, Michael Peña, Tip "T.I." Harris, Anthony Mackie, Wood Harris, Judy Greer, Michael Douglas | 48                  |

### Năm 2016
| Thứ hạng | Phim                                        | Đạo diễn                  | Diễn viên chính | Doanh thu (tỉ đồng) |
| -------- | ------------------------------------------- | ------------------------- | --- | ------------------- |
| 1        | Mỹ nhân ngư                                 | Châu Tinh Trì             | Lâm Doãn, Đặng Siêu, La Chí Tường | 106                 |
| 2        | Lật Mặt 2: Phim Trường                      | Lý Hải                    | Lý Hải, Hứa Minh Đạt, Quốc Thuận, Hiếu Nguyễn, Khả Ngân                                                                                     | 80                  |
| 3        | Captain America: Nội chiến siêu anh hùng    | Anthony Russo Joe Russo   | Chris Evans, Robert Downey Jr., Scarlett Johansson, Sebastian Stan, Anthony Mackie, Don Cheadle, Jeremy Renner, Chadwick Boseman            | 77                  |
| 4        | Tấm Cám: Chuyện chưa kể                     | Ngô Thanh Vân             | 365, Hạ Vi, Ngô Thanh Vân, Ninh Dương Lan Ngọc, Hữu Châu, Ngọc Giàu, Võ Ngọc Trai                                                           | 67                  |
| 5        | Nắng                                        | Đồng Đăng Giao            | Kim Thư, Thu Trang, Kiều Minh Tuấn, Trấn Thành, Hoài Linh                                                                                   | 66                  |
| 6        | Đẳng cấp thú cưng                           | Chris Renaud              | Louis C.K., Eric Stonestreet, Kevin Hart, Albert Brooks, Hannibal Buress, Bobby Moynihan, Lake Bell, Ellie Kemper, Jenny Slate, Dana Carvey | 64                  |
| 7        | Batman đại chiến Superman: Ánh sáng công lý | Zack Snyder               | Henry Cavill, Ben Affleck, Amy Adams, Jesse Eisenberg, Gal Gadot, Jeremy Irons, Kevin Costner, Diane Lane, Laurence Fishburne               | 54                  |
| 8        | Đấu trường âm nhạc                          | Garth Jennings            | Matthew McConaughey, Reese Witherspoon, Seth MacFarlane, Scarlett Johansson, John C. Reilly, Taron Egerton, Tori Kelly, Jennifer Saunders   | 50                  |
| 9        | Những Chú Chim Giận Dữ                      | Clay Kaytis Fergal Reilly | Jason Sudeikis, Josh Gad, Danny McBride, Bill Hader, Maya Rudolph,Peter Dinklage, Keegan-Michael Key, Kate McKinnon, Tony Hale              | 49                  |
| 10       | Taxi, em tên gì?                            | Đức Thịnh Đinh Tuấn Vũ    | Trường Giang, Angela Phương Trinh, Khánh Hiền...                                                                                            | 47                  |

### Năm 2017
| Thứ hạng | Phim                               | Đạo diễn                 | Diễn viên chính | Doanh thu (tỉ đồng) |
| -------- | ---------------------------------- | ------------------------ | --- | ------------------- |
| 1        | Em chưa 18                         | Lê Thanh Sơn             | Kiều Minh Tuấn, Kaity Nguyễn, Will 365, Châu Bùi, Quang Minh, Nguyễn Chánh Tín                                                               | 171                 |
| 2        | Kong: Đảo Đầu lâu                  | Jordan Vogt-Roberts      | Tom Hiddleston, Samuel L. Jackson, John Goodman, Brie Larson, Cảnh Điềm, Toby Kebbell, John Ortiz, Corey Hawkins, Jason Mitchell             | 169                 |
| 3        | Fast & Furious 8                   | F. Gary Gray             | Vin Diesel, Dwayne Johnson, Jason Statham, Charlize Theron,Michelle Rodriguez, Tyrese Gibson, Ludacris, Nathalie Emmanuel                    | 158                 |
| 4        | Annabelle: Tạo vật quỷ dữ          | David F. Sandberg        | Stephanie Sigman, Talitha Bateman, Lulu Wilson, Anthony LaPaglia, Miranda Otto, Grace Fulton, Philippa Coulthard, Samara Lee                 | 89                  |
| 5        | Nhóc trùm                          | Tom McGrath              | Miles Christopher Bakshi, Tobey Maguire, Alec Baldwin, Steve Buscemi, Jimmy Kimmel, Lisa Kudrow, Conrad Vernon                               | 86                  |
| 6        | xXx: Phản đòn                      | D. J. Caruso             | Vin Diesel, Chân Tử Đan, Deepika Padukone, Samuel L. Jackson, Nina Dobrev, Tony Jaa, Ruby Rose, Ngô Diệc Phàm, Toni Collette, Rory McCann    | 84                  |
| 7        | Kẻ trộm mặt trăng 3                | Pierre Coffin Kyle Balda | Steve Carell, Kristen Wiig, Trey Parker, Pierre Coffin, Miranda Cosgrove, Steve Coogan, Jenny Slate, Dana Gaier, Nev Scharrel, Julie Andrews | 75                  |
| 8        | Thor: Tận thế Ragnarok             | Taika Waititi            | Chris Hemsworth, Tom Hiddleston, Cate Blanchett, Idris Elba, Jeff Goldblum, Tessa Thompson, Karl Urban, Mark Ruffalo, Anthony Hopkins        | 73                  |
| 9        | Cô Gái Đến Từ Hôm Qua              | Phan Gia Nhật Linh       | Ngô Kiến Huy, Miu Lê, Jun Phạm, Hoàng Yến Chibi, Lê Hạ Anh, Lan Phương                                                                       | 68                  |
| 10       | Tây du ký: Mối tình ngoại truyện 2 | Từ Khắc                  | Ngô Diệc Phàm, Lâm Canh Tân, Diêu Thần, Lâm Doãn, Dương Nhất Uy, Ba Đặc Nhĩ, Vương Lệ Khôn, Bao Bối Nhĩ, Uông Đạc, Da Peng, Cheng Sihan      | 62                  |

### Năm 2018
| Thứ hạng | Phim                                   | Đạo diễn                    | Diễn viên chính | Doanh thu (tỉ đồng) |
| -------- | -------------------------------------- | --------------------------- | --- | ------------------- |
| 1        | Avengers: Cuộc chiến vô cực            | Anthony Russo Joe Russo     | Robert Downey Jr., Chris Hemsworth, Mark Ruffalo, Chris Evans, Scarlett Johansson, Jeremy Renner, Benedict Cumberbatch, Josh Brolin | 189                 |
| 2        | Aquaman: Đế vương Atlantis             | James Wan                   | Jason Momoa, Amber Heard, Willem Dafoe, Patrick Wilson, Dolph Lundgren, Yahya Abdul-Mateen II, Nicole Kidman                        | 158                 |
| 3        | Siêu Sao Siêu Ngố                      | Đức Thịnh                   | Trường Giang, Đức Thịnh, Thanh Thúy, Sam                                                                                            | 109,0               |
| 4        | Black Panther                          | Ryan Coogler                | Chadwick Boseman, Michael B. Jordan, Lupita Nyong'o, Danai Gurira, Letitia Wright, Angela Bassett, Martin Freeman                   | 104                 |
| 5        | Deadpool 2                             | David Leitch                | Ryan Reynolds, Josh Brolin, Morena Baccarin, Julian Dennison, Zazie Beetz, T.J. Miller, Brianna Hildebrand, Jack Kesy               | 92                  |
| 6        | Thế giới khủng long: Vương quốc sụp đổ | J. A. Bayona                | Chris Pratt, Bryce Dallas Howard, Jeff Goldblum, Rafe Spall, Justice Smith, Daniella Pineda, James Cromwell                         | 95                  |
| 7        | Gia đình siêu nhân 2                   | Brad Bird                   | Craig T. Nelson, Holly Hunter, Sarah Vowell, Huck Milner, Samuel L. Jackson, Brad Bird, Catherine Keener, Bob Odenkirk              | 91                  |
| 8        | Ác quỷ ma sơ                           | Corin Hardy                 | Taissa Farmiga, Demián Bichir, Jonas Bloquet, Bonnie Aarons, Charlotte Hope, Ingrid Bisu, Jonny Coyne, Mark Steger                  | 90                  |
| 9        | Chàng vợ của em                        | Charlie Nguyễn              | Thái Hòa, Phương Anh Đào, Thanh Trúc, Hứa Vĩ Văn                                                                                    | 87                  |
| 10       | Venom                                  | Ruben Fleischer Andy Serkis | Tom Hardy, Michelle Williams, Riz Ahmed, Scott Haze, Reid Scott                                                                     | 87                  |

### Năm 2019
Theo Box Office Việt Nam, tính đến năm 2021 thì năm 2019 được xem là thời kỳ đỉnh cao nhất của điện ảnh Việt Nam với 41 tác phẩm được khởi chiếu vào chiếm đến 32% tổng doanh thu phòng vé.
| Thứ hạng | Phim                         | Đạo diễn                | Diễn viên chính | Doanh thu (tỉ đồng) |
| -------- | ---------------------------- | ----------------------- | --- | ------------------- |
| 1        | Avengers: Hồi kết            | Anthony Russo Joe Russo | Robert Downey Jr., Chris Evans, Mark Ruffalo, Chris Hemsworth, Scarlett Johansson, Jeremy Renner, Don Cheadle, Paul Rudd, Brie Larson | 280                 |
| 2        | Cua lại vợ bầu               | Nhất Trung              | Trấn Thành, Ninh Dương Lan Ngọc, Anh Tú, NSƯT Hữu Châu, Mạc Văn Khoa, Khả Như                                                         | 192                 |
| 3        | Mắt biếc                     | Victor Vũ               | Trần Nghĩa, Trúc Anh, Trần Phong, Khánh Vân, Thảo Tâm                                                                                 | 180                 |
| 4        | Fast & Furious: Hobbs & Shaw | David Leitch            | Dwayne Johnson, Jason Statham, Idris Elba, Vanessa Kirby, Eiza González, Cliff Curtis, Helen Mirren                                   | 158                 |
| 5        | Hai Phượng                   | Lê Văn Kiệt             | Ngô Thanh Vân, Cát Vy, Phan Thanh Nhiên, Phạm Anh Khoa, Trần Thanh Hoa                                                                | 130                 |
| 6        | Lật mặt 4: Nhà có khách      | Lý Hải                  | Katleen Phan Võ, Jay Quân, Huy Khánh, Mạc Văn Khoa, Lê Hoàng, Tiến Ngô                                                                | 118                 |
| 7        | Người Nhện xa nhà            | Jon Watts               | Tom Holland, Samuel L. Jackson, Cobie Smulders, Zendaya, Jacob Batalon, Marisa Tomei, Jon Favreau, Jake Gyllenhaal                    | 117                 |
| 8        | Trạng Quỳnh                  | Đức Thịnh               | Trần Quốc Anh, Trấn Thành, Nhã Phương, Công Dương                                                                                     | 100                 |
| 9        | Vua sư tử                    | Jon Favreau             | Donald Glover, Beyoncé, Shahadi Wright-Joseph, James Earl Jones, Chiwetel Ejiofor, Alfre Woodard, John Oliver                         | 96                  |
| 10       | Đại uý Marvel                | Anna Boden Ryan Fleck   | Brie Larson, Samuel L. Jackson, Ben Mendelsohn, Djimon Hounsou, Lee Pace, Lashana Lynch, Gemma Chan, Annette Bening                   | 94                  |

## Thập niên 2020

### Năm 2020
| Thứ hạng | Phim                                         | Đạo diễn          | Diễn viên chính | Doanh thu (tỉ đồng) |
| -------- | -------------------------------------------- | ----------------- | --- | ------------------- |
| 1        | Tiệc trăng máu                               | Nguyễn Quang Dũng | Thái Hòa, Thu Trang, Kiều Minh Tuấn, Kaity Nguyễn, NSƯT Đức Thịnh, Hứa Vĩ Văn, Hồng Ánh                                              | 175                 |
| 2        | Gái già lắm chiêu 3                          | Nam Cito Bảo Nhân | Ninh Dương Lan Ngọc, Lê Khanh, Hồng Vân, Lê Xuân Tiền, Jun Vũ, Bình An                                                               | 165                 |
| 3        | Chị Mười Ba: 3 Ngày Sinh Tử                  | Võ Thanh Hòa      | Thu Trang, Tiến Luật, Kiều Minh Tuấn, Anh Tú,...                                                                                     | 109                 |
| 4        | Bán đảo Peninsula                            | Yeon Sang-ho      | Kang Dong-won, Lee Jung-hyun, Kim Do-yoon, Lee Re,...                                                                                | 80                  |
| 5        | Ròm                                          | Trần Thanh Huy    | Trần Anh Khoa, Nguyễn Phan Anh Tú, Wowy, Cát Phượng, Mai Thế Hiệp,...                                                                | 64                  |
| 6        | Đôi Mắt Âm Dương                             | Nhất Trung        | Bảo Thanh, Thu Trang, Quốc Trường,...                                                                                                | 62                  |
| 7        | Wonder Woman 1984: Nữ thần chiến binh        | Patty Jenkins     | Gal Gadot, Chris Pine, Kristen Wiig, Connie Nielsen, Robin Wright,Pedro Pascal                                                       | 50                  |
| 8        | 30 Chưa Phải Tết                             | Quang Huy         | NSND Việt Anh, NSND Hồng Vân, Trường Giang, Mạc Văn Khoa, Tấn Beo, Đức Phúc, Phương Thanh                                            | 46                  |
| 9        | Bác sĩ Dolittle: Chuyến phiêu lưu thần thoại | Stephen Gaghan    | Robert Downey Jr., Harry Collett, Antonio Banderas, Michael Sheen, Emma Thompson, Rami Malek, John Cena, Jim Broadbent, Ralph Ineson | 38                  |
| 10       | Tenet                                        | Christopher Nolan | John David Washington, Robert Pattinson, Elizabeth Debicki, Dimple Kapadia, Michael Caine, Kenneth Branagh, Aaron Taylor-Johnson     | 35                  |

### Năm 2021
Từ đầu năm 2021 cho đến khi đại dịch COVID-19 bùng phát tại Việt Nam thì chỉ có 12 bộ phim Việt Nam ra rạp nhưng chỉ có 3 bộ phim có doanh thu từ cao đến ổn Bố già, Lật mặt 5: 48h, Gái già lắm chiêu V: Những cuộc đời vương giả và Thiên thần hộ mệnh. Tất cả bộ phim Việt Nam còn lại đều lỗ đến lỗ nặng. Hơn nửa năm điện ảnh Việt Nam đã phải tạm dừng do đại dịch COVID-19.
| Thứ hạng | Phim                                          | Đạo diễn                      | Diễn viên chính | Doanh thu (tỉ đồng) |
| -------- | --------------------------------------------- | ----------------------------- | --- | ------------------- |
| 1        | Bố già                                        | Vũ Ngọc Đãng Trấn Thành       | Trấn Thành, Tuấn Trần, Ngân Chi, NSND Ngọc Giàu, Lê Giang, Hoàng Mèo, Lan Phương                                                      | 427                 |
| 2        | Lật mặt: 48h                                  | Lý Hải                        | Võ Thành Tâm, Ốc Thanh Vân, Huỳnh Đông, Mạc Văn Khoa, Lê Hạ Anh, Lý Hải                                                               | 157                 |
| 3        | Godzilla đại chiến Kong                       | Adam Wingard                  | Alexander Skarsgård, Millie Bobby Brown, Rebecca Hall, Brian Tyree Henry, Shun Oguri, Eiza González, Julian Dennison, Lance Reddick   | 140                 |
| 4        | Người Nhện: Không còn nhà                     | Jon Watts                     | Tom Holland, Zendaya, Benedict Cumberbatch, Jacob Batalon, Jon Favreau, Jamie Foxx, Willem Dafoe, Alfred Molina, Marisa Tomei         | 127                 |
| 5        | Gái già lắm chiêu V: Những cuộc đời vương giả | Namcito, Bảo Nhân             | Lê Khanh, Kaity Nguyễn, Khương Lê, Hồng Vân, Hoàng Dũng, Lê Khánh,                                                                    | 55                  |
| 6        | Thiên thần hộ mệnh                            | Victor Vũ                     | Trúc Anh, Salim, Samuel An, Amee, | 40                  |
| 7        | Lừa đểu gặp lừa đảo                           | Mez Tharatorn                 | Nadech Kugimiya, Pimchanok Leuwisedpaiboon, Thiti Mahayotaruk, Pongsatorn Jongwilas, Kathaleeya McIntosh,                             | 37                  |
| 8        | Raya và rồng thần cuối cùng                   | Don Hall Carlos López Estrada | Kelly Marie Trần, Awkwafina, Izaac Wang, Gemma Chan, Daniel Dae Kim, Benedict Wong, Sandra Oh, Thalia Tran, Lucille Soong, Alan Tudyk | 23                  |
| 9        | Trạng Tí phiêu lưu ký                         | Phan Gia Nhật Linh            | Huỳnh Hữu Khang, Trần Đức Anh, Phan Bảo Tiên, Vương Hoàng Long, Nguyễn Ngọc Kim Thư, Thái Hoàng Duy                                   | 22                  |
| 10       | Mortal Kombat: Cuộc chiến sinh tử             | Simon McQuoid                 | Lewis Tan, Jessica McNamee, Josh Lawson, Tadanobu Asano, Mehcad Brooks, Lâm Lộ Địch,...                                               | 22                  |

### Năm 2022
Năm 2022 được xem là một năm bùng nổ doanh thu đối với thị trường điện ảnh Việt Nam sau đại dịch COVID-19 nhưng lại là một bước lùi lớn khi hầu hết các bộ phim điện ảnh Việt Nam đều không thể cạnh tranh với những bộ phim điện ảnh quốc tế. Đồng thời cũng là lần đầu tiên một bộ phim Hàn Quốc là Bỗng dưng trúng số cán mốc 150 tỷ đồng tại Việt Nam, Ngược dòng thời gian để yêu anh trở thành bộ phim Thái Lan có doanh thu cao nhất tại Việt Nam, Minions: Sự trỗi dậy của Gru trở thành bộ phim hoạt hình có doanh thu cao nhất tại Việt Nam và Thám tử lừng danh Conan: Nàng dâu Halloween trở thành bộ phim anime có doanh thu cao nhất Việt Nam.
| Thứ hạng | Phim                                         | Đạo diễn             | Diễn viên chính | Doanh thu (tỉ đồng) |
| -------- | -------------------------------------------- | -------------------- | --- | ------------------- |
| 1        | Avatar: Dòng chảy của nước                   | James Cameron        | Sam Worthington, Zoe Saldana, Sigourney Weaver, Stephen Lang, Kate Winslet, Cliff Curtis, Joel David Moore, CCH Pounder, Edie Falco     | 278                 |
| 2        | Phù thủy tối thượng trong Đa Vũ trụ hỗn loạn | Sam Raimi            | Benedict Cumberbatch, Elizabeth Olsen, Chiwetel Ejiofor, Benedict Wong, Xochitl Gomez, Michael Stuhlbarg, Rachel McAdams                | 201                 |
| 3        | Minions: Sự trỗi dậy của Gru                 | Kyle Balda           | Steve Carell, Steve Carell, Taraji P. Henson, Dương Tử Quỳnh, Jean-Claude Van Damme, Lucy Lawless, Dolph Lundgren, Danny Trejo          | 200                 |
| 4        | Bỗng dưng trúng số                           | Park Gyu-tae         | Go Kyung-pyo, Lee Yi-kyung, Eum Moon-suk, Park Se-wan, Kwak Dong-yeon, Lee Soon-won                                                     | 182                 |
| 5        | Thor: Tình yêu và sấm sét                    | Taika Waititi        | Chris Hemsworth, Christian Bale, Tessa Thompson, Jaimie Alexander, Taika Waititi, Russell Crowe, Natalie Portman                        | 120                 |
| 6        | Em và Trịnh                                  | Phan Gia Nhật Linh   | Avin Lu, NSƯT Trần Lực, Phạm Nguyễn Lan Thy, Hoàng Hà, Phạm Nhật Linh, Bùi Lan Hương, NSND Trọng Trinh                                  | 100                 |
| 7        | Ngược Dòng Thời Gian Để Yêu Anh              | Adisorn Trisirikasem | Ranee Campen, Thanawat Wattanaputi, Paris Intarakomalyasut, Chanon Santinatornkul, Pawenuch Paengnakhon                                 | 85                  |
| 8        | Bẫy ngọt ngào                                | Đinh Hà Uyên Thư     | Bảo Anh, Minh Hằng, Diệu Nhi, Thuận Nguyễn, Quốc Trường                                                                                 | 83                  |
| 9        | Black Adam                                   | Jaume Collet-Serra   | Dwayne Johnson, Aldis Hodge, Noah Centineo, Sarah Shahi, Marwan Kenzari, Djimon Hounsou, Quintessa Swindell, Bodhi Sabongui             | 79                  |
| 10       | Thế giới khủng long: Lãnh địa                | Colin Trevorrow      | Chris Pratt, Bryce Dallas Howard, Laura Dern, Jeff Goldblum, Sam Neill, DeWanda Wise, Mamoudou Athie, BD Wong, Omar Sy, Isabella Sermon | 75                  |

### Năm 2023
| Thứ hạng | Phim                                          | Đạo diễn          | Diễn viên chính | Doanh thu (tỉ đồng) |
| -------- | --------------------------------------------- | ----------------- | --- | ------------------- |
| 1        | Nhà bà Nữ                                     | Trấn Thành        | Trấn Thành, Khả Như, Lê Giang, Song Luân, Uyển Ân, Ngọc Giàu, NSND Việt Anh, Lê Dương Bảo Lâm                              | 475                 |
| 2        | Lật mặt 6: Tấm vé định mệnh                   | Lý Hải            | Lý Hải, Quốc Cường, Trung Dũng, Huy Khánh, Thanh Thức, Trần Kim Hải, Huỳnh Thi, Diệp Bảo Ngọc                              | 273                 |
| 3        | Đất rừng phương Nam                           | Nguyễn Quang Dũng | Huỳnh Hạo Khang, Bùi Lý Bảo Ngọc, Đỗ Kỳ Phong, Tuấn Trần, Trấn Thành, Băng Di, Hứa Vĩ Văn                                  | 140                 |
| 4        | Siêu lừa gặp siêu lầy                         | Võ Thanh Hòa      | Anh Tú, Ngọc Phước, Mạc Văn Khoa, Cát Tường                                                                                | 122                 |
| 5        | Chị chị em em 2                               | Vũ Ngọc Đãng      | Minh Hằng, Ngọc Trinh, Lê Giang, Trung Dân, NSƯT Công Ninh, Emma Lê, Quỳnh Lương                                           | 121                 |
| 6        | Quỷ Cẩu                                       | Lưu Thành Luân    | Quang Tuấn, NSND Kim Xuân, Vân Dung, Quốc Quân, Nam Thư                                                                    | 109                 |
| 7        | Người Vợ Cuối Cùng                            | Victor Vũ         | Kaity Nguyễn, Thuận Nguyễn, NSƯT Quang Thắng,...                                                                           | 100                 |
| 8        | Fast & Furious X                              | Louis Leterrier   | Vin Diesel, Michelle Rodriguez, Tyrese Gibson, Ludacris, Jason Momoa, Nathalie Emmanuel, Jordana Brewster, Charlize Theron | 100                 |
| 9        | Xứ sở các nguyên tố                           | Peter Sohn        | Leah Lewis, Mamoudou Athie, Ronnie del Carmen, Shila Ommi, Wendi McLendon-Covey, Catherine O'Hara, Mason Wertheimer        | 97                  |
| 10       | Thám tử lừng danh Conan: Tàu ngầm sắt màu đen | Yuzuru Tachikawa  | Minami Takayama, Wakana Yamazaki, Rikiya Koyama, Megumi Hayashibara,...                                                    | 95                  |

### Năm 2024
| Thứ hạng | Phim                                                | Đạo diễn         | Diễn viên | Doanh thu (tỉ đồng) |
| -------- | --------------------------------------------------- | ---------------- | --- | ------------------- |
| 1        | Mai                                                 | Trấn Thành       | Phương Anh Đào, Tuấn Trần, Hồng Đào, Trấn Thành, Ngọc Giàu, Khả Như, Uyển Ân, Anh Đức                                                        | 551                 |
| 2        | Lật mặt 7: Một điều ước                             | Lý Hải           | Thanh Hiền, Trương Minh Cường, Đinh Y Nhung, Quách Ngọc Tuyên, Trâm Anh, Trần Kim Hải, Lý Hải, Ammy Minh Khuê, Thanh Thức                    | 483                 |
| 3        | Exhuma: Quật mộ trùng ma                            | Jang Jae Hyun    | Choi Min Sik, Yoo Hai Jin, Kim Go Eun, Lee Do Hyun,...                                                                                       | 212                 |
| 4        | Doraemon: Nobita và bản giao hưởng Địa Cầu          | Imai Kazuaki     | Mizuta Wasabi, Seki Tomokazu, Kimura Subaru, Ohara Megumi, Kakazu Yumi                                                                       | 148                 |
| 5        | Godzilla x Kong: Đế chế mới                         | Adam Wingard     | Rebecca Hall, Brian Tyree Henry, Dan Stevens, Kaylee Hottle, Alex Ferns, Trần Pháp Lai, Rachel House                                         | 141                 |
| 6        | Kẻ trộm mặt trăng 4                                 | Chris Renaud     | Steve Carell, Kristen Wiig, Will Ferrell, Joey King, Sofía Vergara, Miranda Cosgrove, Steve Coogan, Pierre Coffin, Dana Gaier, Madison Polan | 140                 |
| 7        | Kung Fu Panda 4                                     | Mike Mitchell    | Jack Black, Awkwafina, Viola Davis, Dustin Hoffman, James Hong, Bryan Cranston, Ian McShane, Quan Kế Huy, Lori Tan Chinn                     | 136                 |
| 8        | Làm Giàu Với Ma                                     | Nhật Trung       | Hoài Linh, Tuấn Trần, Diệp Bảo Ngọc, Lê Giang…                                                                                               | 128                 |
| 9        | Ma da                                               | Nguyễn Hữu Hoàng | Việt Hương, Thành Lộc, Cẩm Ly, Trung Dân, Dạ Chúc                                                                                            | 127                 |
| 10       | Thám tử lừng danh Conan: Ngôi sao 5 cánh 1 triệu đô | Tomoka Nagaoka   | Minami Takayama, Wakana Yamazaki, Rikiya Koyama, Megumi Hayashibara                                                                          | 119                 |

### Năm 2025
| Thứ hạng | Phim                                                        | Đạo diễn          | Diễn viên | Doanh thu (tỉ đồng) |
| -------- | ----------------------------------------------------------- | ----------------- | --- | ------------------- |
| 1        | Bộ tứ báo thủ                                               | Trấn Thành        | Tiểu Vy, Trần Quốc Anh, Kỳ Duyên, Lê Dương Bảo Lâm, Trấn Thành, Lê Giang, Uyển Ân | 332                 |
| 2        | Thám tử Kiên: Kỳ án không đầu                               | Victor Vũ         | Quốc Huy, Đinh Ngọc Diệp, Quốc Anh, Anh Phạm, Minh Anh, NSƯT Xuân Trang, NSND Mỹ Uyên,... | 249                 |
| 3        | Nhà gia tiên                                                | Huỳnh Lập         | Huỳnh Lập, Phương Mỹ Chi, Hạnh Thúy, Puka, Huỳnh Đông, Kiều Linh, Lê Nam, Đào Anh Tuấn, Chí Tâm | 243                 |
| 4        | Lật mặt 8: Vòng tay nắng                                    | Lý Hải            | NSƯT Kim Phương, Long Đẹp Trai, NSƯT Tuyết Thu, Quách Ngọc Tuyên, Đoàn Thế Vinh, Hồng Thu, Yuno Bigboi, Anh Tú Wilson, Bảo Ngọc, Tín Nguyễn, Hồ Đông Quan, Lê Tuấn Khang, Cherry Hải My, Rio Hạo Nhiên,... | 232                 |
| 5        | Nụ hôn bạc tỷ                                               | Thu Trang         | Thu Trang, Đoàn Thiên Ân, Lê Xuân Tiền, Ma Ran Đô, Tiến Luật, Võ Tấn Phát, Hoàng Phi, Huy Khánh | 212                 |
| 6        | Thám tử lừng danh Conan: Dư ảnh của độc nhãn                | Katsuya Shigehara | Takayama Minami, Yamazaki Wakana, Koyama Rikiya, Hayashibara Megumi | 173                 |
| 7        | Địa đạo: Mặt trời trong bóng tối                            | Bùi Thạc Chuyên   | Thái Hòa, Quang Tuấn, Hồ Thu Anh, Diễm Hằng, Hoàng Minh Triết, Anh Tú Wilson, Nhật Ý, Khánh Ly, A Tới, Cao Sang Lê, Cao Minh                                                                               | 173                 |
| 8        | Doraemon: Nobita và cuộc phiêu lưu vào thế giới trong tranh | Teramoto Yukiyo   | Mizuta Wasabi, Ōhara Megumi, Kakazu Yumi, Seki Tomokazu, Kimura Subaru, Watada Misaki, Tanezaki Atsumi, Kuno Misaki, Suzaka Aoji                                                                           | 170                 |
| 9        | Mang mẹ đi bỏ                                               | Mo Hong-jin       | Hồng Đào, Tuấn Trần, Juliet Bảo Ngọc, Jung Il-woo, Quốc Khánh, Hải Triều, Lâm Vỹ Dạ, Vinh Râu | 166                 |
| 10       | Quỷ nhập tràng                                              | Pom Nguyễn        | NSƯT Phú Đôn, Vân Dung, NSND Thanh Nam, Quang Tuấn, Khả Như, Hoàng Mèo, Thanh Tân, Trung Ruồi, Kiều Chi | 150                 |